# Kostel Notre-Dame-du-Travail
Kostel Notre-Dame-du-Travail (tj. česky Panny Marie (patronky) Práce) je katolický farní kostel ve 14. obvodu v Paříži na ulici Rue Vercingétorix postavený v letech 1897-1902.

## Historie
Kostel vznikl na místě staršího kostela ve čtvrti Plaisance, který již svou kapacitou nedostačoval. Byl vybudován v letech 1897-1902 pro značné množství dělníků, kteří pracovali na výstavbě výstaviště pro světovou výstavu 1900, a byli ubytovaní ve 14. obvodu. Na jejich počest má kostel neobvyklé zasvěcení. Autorem stavby je architekt Jules-Godefroy Astruc (1862-1955). Kostel je pozoruhodný použitím kovových nosníků v interiéru.